# Laïs
Laïs ist ein flämisches Gesangsduo aus Kalmthout.

## Geschichte
Der Name Laïs ist der Plural von Lai, einer Gedichtform des Mittelalters. Die Gruppe singt überwiegend auf Flämisch/Niederländisch oder Französisch traditionelles Liedgut aus verschiedenen europäischen Ländern, aktuelle Chansons sowie Renaissancestücke und mischt diese mit Einflüssen aus Pop und Rock. Die Lieder zeichnen sich zumeist durch mehrstimmigen a-cappella-Gesang aus, der bis 1999 von der Folk-Rock-Band Kadril begleitet wurde. Mittlerweile hat Laïs eine eigene Begleitband, bestehend aus Elko Blijweert (Gitarre), Bjorn Eriksson (Gitarre), Jeroen Stevens (Schlagzeug) und Filip Vandebril (Kontrabass).
Mit dem Album The Ladies’ Second Song von September 2007 änderte Laïs den Musikstil grundlegend, so dass er nun wegen E-Gitarren, Loops und elektronischen Beats weniger in den Bereich des Folk fällt. Die Musik wirkt hierdurch jazziger, mit Anleihen aus progressivem Rock und Dance. Die neuen Texte stammen nicht mehr aus alten Liedern, sondern es werden nun Gedichte und Prosa von William Butler Yeats, Paul Verlaine und Pablo Neruda verarbeitet.
Am 20. September 2020 wurde auf Facebook der Ausstieg von Annelies Brosens nach 25 Jahren verkündet. Laïs bleibe als Duo weiterhin aktiv.

## Diskografie

### Alben
| Jahr | Titel                   | Höchstplatzierung, Gesamtwochen, AuszeichnungChartsChartplatzierungen (Jahr, Titel, Platzierungen, Wochen, Auszeichnungen, Anmerkungen) | Anmerkungen                           |
| Jahr | Titel                   | BEF | Anmerkungen                           |
| ---- | ----------------------- | --- | ------------------------------------- |
| 1998 | Laïs                    | BEF4 Gold · (52 Wo.)BEF | ALEA                                  |
| 2000 | Dorothea                | BEF7 Platin · (48 Wo.)BEF | Virgin Music Belgium                  |
| 2003 | A la capella            | BEF9 (10 Wo.)BEF | Virgin Music Belgium mit Ludo Vandeau |
| 2004 | Douce victime           | BEF3 (30 Wo.)BEF | Virgin Music Belgium                  |
| 2006 | Documenta               | BEF13 (9 Wo.)BEF | Virgin Music Belgium                  |
| 2007 | The Ladies’ Second Song | BEF12 (20 Wo.)BEF | BANG Music                            |
| 2009 | Laïs Lenski             | BEF15 (9 Wo.)BEF |                                       |
| 2019 | 25                      | BEF64 (6 Wo.)BEF |                                       |

Weitere Alben
- Dorothea ltd. ed., Virgin Music Belgium, 2001

### Singles
- ’t Smidje, ALEA, 1998
- De Ballade van Boon, EMI Belgium, 1999
- Le grand vent, Virgin Music Belgium, 2001
- Le renard et la belette, Virgin Music Belgium, 2002